# Conservación y restauración de objetos cerámicos

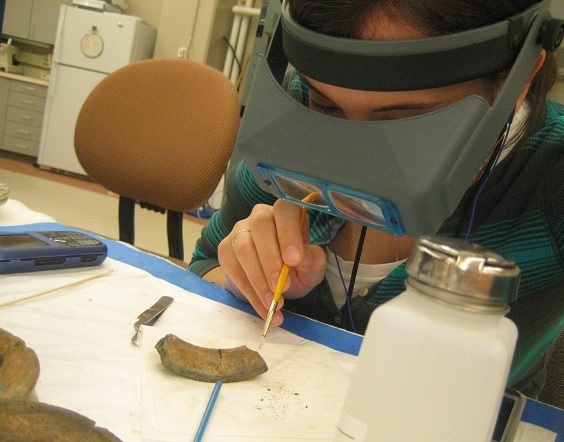
Un técnico de museo aplica acetona a una pieza de cerámica para eliminar un adhesivo de conservación anterior de cola Duco. Este objeto es de la colección del Museo del Estado de Indiana

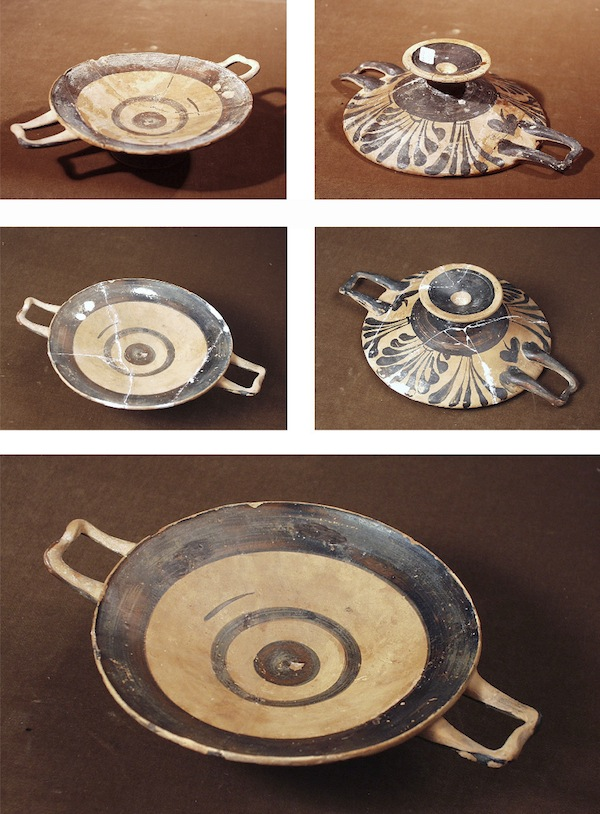
Kylix antes y después de la conservación - restauración.

La conservación y restauración de objetos cerámicos es un proceso dedicado a la preservación y protección de objetos de valor histórico y personal hechos de cerámica. Generalmente esta actividad de conservación-restauración se lleva a cabo por un conservador-restaurador especialmente cuando se trata de un objeto de patrimonio cultural. Las cerámicas se crean a partir de una producción de recubrimientos de materiales inorgánicos y no metálicos utilizando calentamiento y enfriamiento para crear un vidriado. Por lo general, los recubrimientos son permanentes y sostenibles para fines utilitarios y decorativos. La limpieza, manipulación, almacenamiento y, en general, el tratamiento de la cerámica es semejante a la del vidrio porque están hechos de componentes similares ricos en Oxígeno, tal como el  silicato. En conservación, la cerámica se divide en tres grupos: sin cocer arcilla, adobe o terracota, y gres y porcelana.

## Deterioro de la cerámica.
Está en la naturaleza de todos los materiales usados en construcción degradarse y deteriorarse eventualmente. La degradación de un objeto ocurre como resultado de la interacción con el medio ambiente o con los materiales que forman el propio objeto; sin embargo, en el caso de la cerámica, los factores ambientales son la causa principal. Hay varias formas en que la cerámica se descompone física y químicamente.
Además, el tipo de cerámica afectará la forma en que se descompondrá. La arcilla sin cocer, como el barro y el adobe de arcilla, es arcilla que se cuece a menos de 1000 °C o 1832 °F. Este tipo de arcilla es soluble en agua e inestable. La loza es arcilla que se ha cocido entre 1000 y 1200 °C o 1832°–2192 °F. La cocción hace que la arcilla sea insoluble en agua pero no permite la formación del componente vidriado o vítreo en su interior. Aunque insoluble en agua, el cuerpo poroso de la loza permite que el agua penetre. Se puede aplicar un vidriado que protegerá el recipiente del agua. Debido a su porosidad, la loza es susceptible a la humedad y crea problemas que incluyen grietas, roturas y crecimiento de moho. La porcelana y el gres se cuecen a temperaturas más altas entre 1200 y 1400 °C o 2192–2552 °F. Las mezclas de arcilla de porcelana se cuecen para crear una superficie no porosa y muy dura. : p.98 Sin embargo, los materiales también crean una superficie muy quebradiza que aumenta el potencial de exfoliaciones, grietas y roturas.

### Alteración física
Debido a su fragilidad, el daño a la cerámica generalmente proviene de una mala manipulación y embalaje. Sin embargo, otros factores, como el vandalismo, las heladas, el moho y otros sucesos similares, también pueden causar daños.

#### Defectos de elaboración
También conocido como vicio inherente, la inestabilidad intrínseca del material y los componentes de un objeto puede conducir a su propia degradación física. Esto es difícil de prevenir porque ocurre dentro de la estructura del material y, por lo tanto, es un fenómeno natural. El deterioro de un objeto puede ocurrir incluso antes de que se use el objeto. La forma en que se elabora la pieza puede provocar defectos de fabricación en la pieza. : p.61 Esto significa que los objetos pueden dañarse incluso antes de ser utilizados. Esto incluiría un cuerpo que contiene cantidades inadecuadas de materiales de relleno. Un segundo defecto típico es un diseño y construcción deficientes. Un ejemplo de esto sería una pieza de cerámica con un asa demasiado delgada para soportar el peso de una taza. Un tercer defecto de fabricación incluye una cocción descuidada. Una pieza de cerámica que se ha cocido demasiado rápido o que se ha dejado secar de manera desigual se agrietará o romperá. : p.20 

#### Impacto y abrasiones
Por su naturaleza delicada, las cerámicas que se han utilizado durante un período de tiempo sufrirán grietas, muescas e imperfecciones. Además, en el entorno de un museo, pueden producirse daños por el embalaje, el almacenamiento y la manipulación de objetos. : p.22 

#### Hielo
Pueden producirse daños cuando la cerámica se expone a temperaturas bajo cero y congelación. El problema se produce cuando se forman cristales de hielo en el interior de los poros de la pieza cerámica. La congelación dentro de los poros ejercerá presión en el interior de la cerámica y hará que el material se agriete y se rompa. : p.24 

#### Crecimiento de moho
Lo opuesto a las heladas es el calor y la humedad. Cuando la humedad es alta, se puede comenzar a formar moho en la cerámica, particularmente en las que no tienen vidriado. Las esporas de moho se encuentran en toda la atmósfera y se adhieren a cualquier residuo orgánico cercano, como la cerámica. Las cerámicas en loza se ven frecuentemente afectadas por su porosidad y falta de vidriado. : p.25 

### Alteración química
La degradación química de los objetos no ocurre en la estructura física del objeto sino más bien a nivel químico o de compuesto. Los compuestos comienzan a descomponerse en compuestos más simples y, a menudo, es una reacción no deseada. La degradación del componente químico de un objeto obstaculizará o debilitará la estabilidad del objeto cuando se exponga a factores ambientales tales como agua, aire, contaminación, calor, humedad y similares.

#### Agua
El agua puede disolver o deformar las cerámicas que han sido cocidas a baja temperatura, es decir, de alrededor de 600 °C La cerámica cocida a altas temperaturas también puede ser susceptible al agua si sus partículas minerales son solubles en agua, por ejemplo, yeso o calcita. Además, los diferentes compuestos en el agua pueden fluir y reaccionar de diferentes maneras según las cerámicas. En el agua natural, el dióxido de carbono se disuelve y puede crear una reacción química con los minerales en los cuerpos arcillosos que pueden formar bicarbonato de calcio, que es muy soluble. El agua estancada es menos dañina porque el dióxido de carbono es escaso. : p.27 

#### Sales solubles
Un problema de degradación común en la cerámica involucra a las sales solubles. Las sales solubles pueden acceder al interior de la arcilla desde el medio ambiente, por ejemplo, por estar enterradas bajo tierra durante décadas, o pueden encontrarse de forma natural en los componentes de los materiales o la arcilla utilizada. Los objetos no arqueológicos, como la vajilla moderna, pueden adquirir sales por el uso normal, como el almacenamiento de sal. Las sales solubles responden a los cambios de humedad tanto altos como bajos. En alta humedad las sales se vuelven solubles y en baja humedad cristalizan. El cambio de soluble a cristalización y viceversa daña la superficie de la cerámica porque los cristales de sal son más grandes que la sal líquida y, por lo tanto, se encogerán y expandirán en el interior cerámico. Un polvo blanco en la superficie es la primera indicación de sales solubles, pues es la sal que se está cristalizando. Con el tiempo, el componente físico de la pasta cerámica se desmoronará hasta destruirse por completo. : p.61 

## Cuidado preventivo de la cerámica
En el ámbito de la conservación hay dos prácticas distintas: la conservación no activa y la conservación activa. Los tipos de conservación no activa se utilizan para controlar el entorno circundante, como la luz, la humedad y la temperatura. La conservación activa es cuando un restaurador práctica tratamientos para intentar resolver problemas físicos en el objeto, como decoloración, astillado o roturas.

### Exposición
Aunque la cerámica es un útil, algunas piezas están hechas para ser obras de arte y, por lo tanto, se exhiben. Mostrar un objeto de manera incorrecta puede causar daños físicos o químicos en el medio ambiente. Una de las causas más comunes de daños es que una pieza de cerámica se caiga o se caiga de un estante. Para evitar este problema, muchas casas históricas recubren los estantes de almacenamiento y exhibición con una capa delgada de ethafoam (espuma de polietileno) o plástico de burbujas. : p.63 

### Almacenamiento

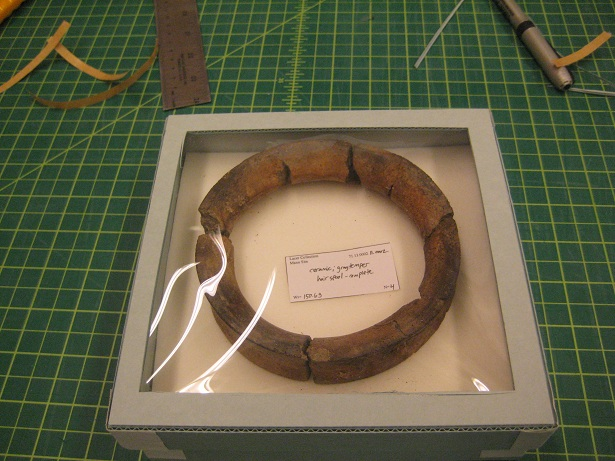
Este anillo de cerámica está alojado en una caja de cartón azul con una tapa de plástico acrílico. El anillo se coloca sobre una capa de ethafoam tallada para evitar que se mueva durante la manipulación.

Las cerámicas son muy delicadas por naturaleza y pueden sufrir daños incluso cuando se almacenan. La forma más común en que las cerámicas se dañan es cuando se apilan unas dentro de otras. A menos que esto sea parte del diseño original, esto generalmente causará muescas, grietas o roturas. Algunas cerámicas, dependiendo de su procedencia, sobreviven mejor en diferentes condiciones de temperatura y humedad. La cerámica que ha sido enterrada, como la de un sitio arqueológico, se adapta mejor al almacenamiento a una humedad baja constante. La baja humedad ayudará a evitar la eflorescencia de las sales, lo que podría alterar la superficie y eliminar el vidriado de la superficie.
En general, las cerámicas suelen ser inertes y no son sensibles a niveles elevados de luz. Sin embargo, los cambios extremos de temperatura y humedad pueden causar daños químicos y físicos. Por lo general, los museos se esfuerzan por almacenar la cerámica, así como muchos otros tipos de materiales, a una temperatura estable de 68 °F (20 °C) con ± 3°. : p.61 Adicionalmente la humedad relativa debe estabilizarse al 50% también con un ±5%. Almacenar objetos cerca de ventanas, calentadores, chimeneas y paredes exteriores puede crear un ambiente inestable con fluctuaciones de temperatura y humedad y aumentar la posibilidad de daños.
Algunos materiales de almacenamiento pueden ser dañinos para los objetos de cerámica. El fieltro de lana atrae y alberga insectos, incluidas polillas e insectos, que pueden ser potencialmente muy dañinos para otros tipos de materiales de la colección. La espuma de poliuretano se degrada con el tiempo, lo que deja un subproducto que es pegajoso y ácido. : p.102 

### Manipulación
Una de las reglas cardinales en el manejo de objetos es tratar cada objeto como si fuera frágil y fácilmente rompible. Los técnicos, restauradores y conservadores de museos están capacitados para preparar un plan de mudanza antes de que se toque un objeto, de modo que se produzcan daños mínimos al manipular o mover un objeto. En el ámbito museístico es un hecho conocido que una vasija, o cualquier objeto, debe sujetarse y manipularse por su parte más fuerte, como puede ser la base, y con ambas manos. Las áreas como el asa o el cuello de un recipiente tienden a ser los puntos más débiles y pueden romperse si se sujetan por estos componentes. : p.98 

## Eliminación de acciones de conservación previas
También se producen daños en las cerámicas por restauraciones previas. Aunque la intención fuese reparar el objeto para su uso o exhibición, ahora se sabe que algunas prácticas anticuadas aumentan los daños, ya sea físicamente, por remaches o grapas, o químicamente, por adhesivos antiguos usados que liberen gases. : p.61 

### Eliminación del revestimiento de la superficie
El repintado es una técnica que se utiliza para cubrir imperfecciones en la superficie de una pieza cerámica. Las diferencias se pueden ver a simple vista debido a la decoloración, la mala combinación y el cambio en la textura o el brillo. Los restauradores también pueden ver una sutil diferencia mediante el uso de iluminación y lupas. La pintura superior y los revestimientos de superficie se pueden eliminar mecánicamente o con el uso de disolventes.
La eliminación mecánica de la pintura superior incluye técnicas físicas para eliminar el revestimiento de la superficie. En una superficie vidriada se puede utilizar una aguja afilada o un bisturí. Si no es posible la eliminación mecánica sin dañar la superficie, se pueden usar disolventes en su lugar. Los disolventes arquetípicos que se usan típicamente son agua, aguarrás, alcoholes industriales metílicos (alcohol desnaturalizado), acetona y diclorometano, que generalmente se encuentra en el comercio como decapante de pintura. El disolvente apropiado se utiliza aplicándolo a la superficie de cerámica con un hisopo de algodón y girándolo sobre la superficie en lugar de frotar. Frotar el disolvente en la superficie empujará la pintura hacia la superficie en lugar de levantarla. : p.75–77 

### Eliminación de materiales de relleno
Los materiales de relleno se utilizan para rellenar piezas faltantes o roturas en una pieza de cerámica con el fin de estabilizar la pieza. Se ha utilizado una amplia gama de materiales y técnicas para restaurar pérdidas en cerámica. Hoy en día, los materiales de relleno más comunes están hechos de rellenos a base de sulfato de calcio o resinas sintéticas a base de resina epoxi, acrílica o de poliéster. Estas nuevas resinas son más fuertes y no dañan el objeto. Quitar los materiales de relleno anteriores, ya sea mecánica o químicamente, y reemplazarlos con nuevos rellenos puede ayudar a mantener la pieza fuerte y estable.
Los rellenos se pueden eliminar físicamente por medios mecánicos, según el tipo de material de relleno. El mortero de cemento se puede cincelar gradualmente con un martillo y un cincel. El yeso se elimina fácilmente mediante métodos mecánicos como el cincelado y el descascarillado con herramientas afiladas. Se pueden usar sierras, taladros y otros métodos mecánicos para eliminar la mayor parte de los materiales que sobresalen, sin embargo, pueden ocurrir rayones, astillas y roturas. : p.77–78 
Una segunda opción para eliminar el material de relleno es químicamente. Por lo general, la eliminación química se usa una vez que se ha eliminado la mayor parte del material de relleno y solo queda una pequeña porción.
A diferencia de los adhesivos, los rellenos tienden a ser más fáciles de quitar y desmontar de la cerámica. La escayola es un ejemplo de un relleno que se deshace fácilmente con calor. : p.37 

### Eliminación de adhesivos

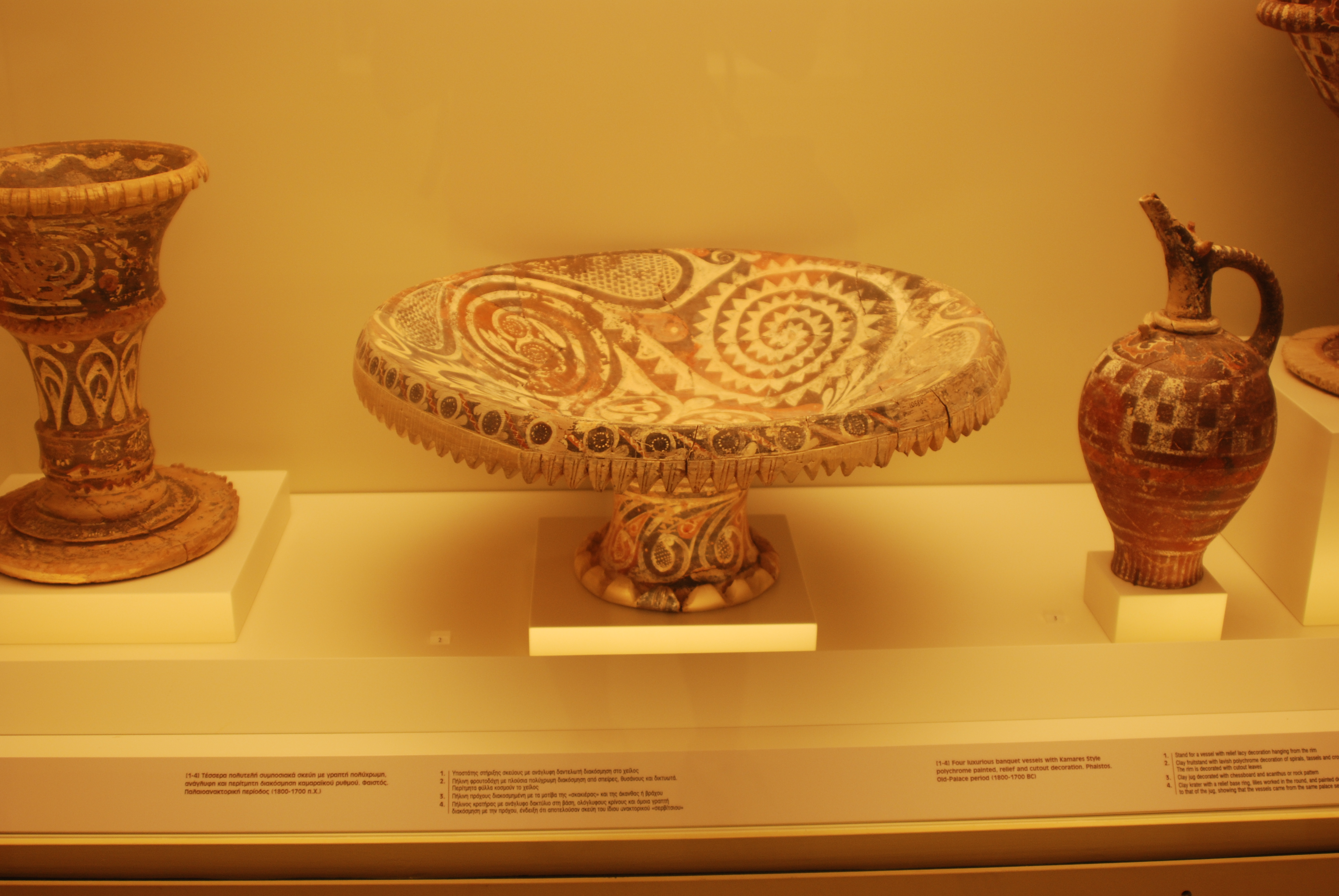
Una pieza de cerámica Minoica del Museo Arqueológico de Herakleion que ha sido restaurada

La elección del disolvente adecuado se basa en la identificación del propio adhesivo. Cada adhesivo tiene un disolvente particular que funciona mejor para descomponer su composición química. El color, la dureza y otras propiedades físicas permitirán la identificación del adhesivo. El adhesivo se puede ablandar una vez expuesto al disolvente, ya sea en forma líquida o de vapor, durante algún tiempo. El tiempo depende de la solubilidad del adhesivo y del espesor de la unión. Pastas porosas, como las arcillas de baja cocción, a veces se bañan previamente en agua para evitar que el adhesivo regrese al interior una vez que se diluye en la disolución de eliminación. Si el adhesivo que se está quitando es parte del soporte del objeto, entonces se usarán refuerzos, como papel de seda o apuntalando el objeto, para asegurarse de que el objeto no sufra daños una vez que se quite el adhesivo. A veces, si el adhesivo no se ablanda lo suficiente, eliminará parte de la superficie de la cerámica si se aplica presión. La información sobre disolventes para adhesivos específicos se encuentra a continuación, debajo de cada sección de adhesivo. : p.78–79 

## Limpieza
La eliminación de la suciedad y los depósitos de la superficie es beneficiosa para la salud y  longevidad de un objeto porque evitará que la suciedad entre en el interior. El polvo y la grasa pueden quedar sujetos a la superficie debido a fuerzas electrostáticas o enlaces químicos débiles que se eliminan fácilmente. Algunos depósitos, como las sales de calcio, pueden adherirse fuertemente a una superficie cerámica, especialmente si la superficie no está vidriada. Hay dos métodos principales en los que se limpian y tratan las cerámicas: mecánica y químicamente.
No todas las piezas de cerámica están secas cuando necesitan limpieza. Algunas cerámicas, como las que se excavan arqueológicamente, estarán húmedas o mojadas por naturaleza. Los conservadores tienden a eliminar la suciedad de la superficie antes de que el objeto esté completamente seco. Esto se hace porque es más fácil hacerlo antes de que la suciedad se endurezca y porque a medida que se seca, la suciedad puede encogerse y causar daños físicos a la superficie de cerámica. Algunas cerámicas se mantienen húmedas hasta que se puede completar el tratamiento.

### Métodos mecánicos
Los métodos mecánicos incluyen cepillado, picado y corte, y abrasión. La limpieza mecánica suele ser mucho más fácil de controlar que los tratamientos químicos y no hay peligro de que la suciedad se absorba por la solución y luego sea absorbida por la cerámica. El peligro de la limpieza mecánica es la posibilidad de que la superficie se rompa o se raye con una herramienta. El cepillado se utiliza cuando la suciedad no está muy adherida a la superficie de la cerámica y se realiza con un cepillo o un paño suave. Los grandes recipientes de cerámica se limpian con una delicada aspiradora con un cabezal suave cubierto de muselina. El picado y corte se usa cuando hay suciedad endurecida, incrustaciones o materiales de restauración viejos adheridos a la superficie. Se utilizan agujas, escalpelos afilados, otras herramientas hechas a medida, generalmente de madera, y vibroherramientas eléctricas. Los peligros con estas herramientas son el aumento potencial de rasguños, perforaciones, grietas y roturas del objeto debido a la presión.
La abrasión es el proceso en el que los depósitos superficiales se eliminan utilizando abrasivos. Los abrasivos vienen en forma sólida y en crema. Las formas sólidas de abrasivos incluyen un lápiz de fibra de vidrio o una fresa de goma en un taladro dental. Las formas de crema generalmente vienen adheridas a papel o película. Las cremas de pulido se usan comúnmente para eliminar capas delgadas de depósitos superficiales insolubles como el calcio. Estas cremas también pueden eliminar la suciedad superficial y las marcas hechas por herramientas. Las mejores cremas para cerámica no tienen aceite, grasa o lejía como aditivos y se usan solo en cerámica vidriada. : p.86–87 

### Métodos químicos
Los métodos químicos para limpiar cerámica involucran agua, disolventes, ácidos y álcalis. El baño prolongado en agua puede usarse como método de conservación. El objetivo es eliminar las manchas de la superficie o eliminar las sales solubles en el cuerpo de arcilla. : p.27 

## Reparación y restauración
La reparación y restauración de la cerámica ha ocurrido desde que se inventaron las cerámicas, incluidos los empastes, adhesivos, refuerzos e incluso parches. La historia de la reparación cerámica es muy amplia y abarca diferentes métodos y metodologías. Por ejemplo, en la China del siglo XVI, la gente reparaba la cerámica rota usando piezas de otros objetos para disimular el parche. Un manuscrito del siglo XVI describe el proceso de remendar cerámicas rotas:
| Siglo XVI: "Las piezas antiguas de porcelana de cualquier horno famoso, como los incensarios, carecen de asas o pies o si los jarrones tienen los bordes del labio dañados, se pueden usar pedazos viejos para parchear el viejo; y si se agrega vidriado y luego se hornea es lo mismo que el viejo. Pero el color es más débil en el parche. Sin embargo, la gente prefiere esto a las cosas nuevas. Y si uno usa el método de soplar el vidriado sobre las partes parcheadas, aún queda menos rastro". |

Hoy en día existen nuevos avances en la restauración de cerámica que incluyen consolidación, unión, adhesivos, espigas, remaches y rellenos.

### Consolidación
La consolidación es el proceso en el que el cuerpo de la cerámica se fortalece mediante la introducción de un material en la pasta y a la que se unirá. Las cerámicas más comunes que necesitan consolidación son piezas excavadas que tienden a haber perdido sus componentes de refuerzo por lixiviación o han absorbido sales solubles. Un consolidante funciona de dos maneras: se une químicamente a las partículas de la cerámica o puede formar un sistema de soporte mecánico sin reaccionar con el material en sí. Los consolidantes químicos que se utilizan en la conservación moderna incluyen isocianatos, silanos, siloxnas y metacrilatos de metilo; sin embargo, los consolidantes que crean un sistema de soporte mecánico se utilizan con más frecuencia. : p.106 

#### Adhesivos

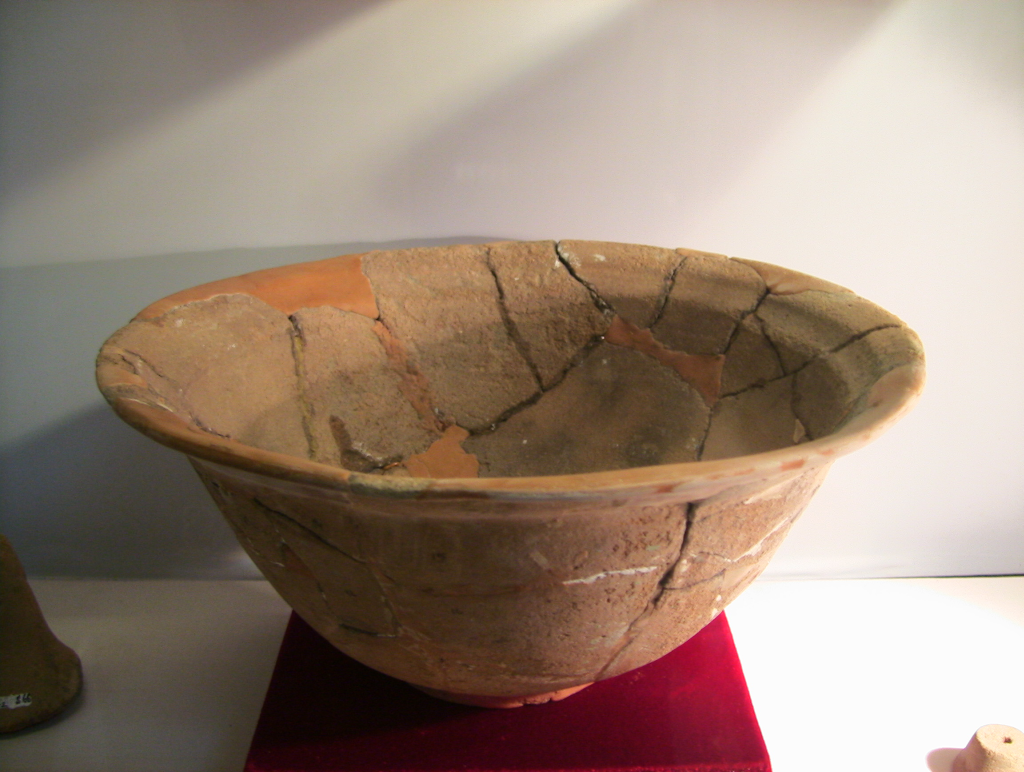
Cuenco de cerámica reparado del Museo Nacional de Historia de Vietnam

Compuesto químico que adhiere o une elementos, como piezas de cerámica. En la conservación de cerámica existen varios tipos diferentes que van desde adhesivos naturales hasta adhesivos artificiales. Los restauradores caracterizan el mejor adhesivo como aquel que es reversible.

##### Cola animal
La cola animal es un adhesivo que contiene varias partes de animales, como huesos, piel o pescado, y se usa ampliamente. Es un adhesivo débil y puede aparecer blanco, pero por lo general tiene una apariencia de color amarillo pálido o marrón. La cola animal es muy débil y se puede descomponer y quitar fácilmente con agua tibia y vapor. Aunque es fácilmente reversible, la relativa facilidad con la que la cola se descompone lo convierte en un método de unión menos fuerte.

##### Goma laca (Shellac)
Un adhesivo antiguo muy utilizado que tiene un aspecto anaranjado o marrón muy oscuro. Una vez seco, el adhesivo es muy duro y se vuelve cada vez más quebradizo con el tiempo. La goma laca no se descompone fácilmente con los productos disponibles comercialmente. Además, la resina tiene tintes naturales que pueden teñir la cerámica de color rosa o negro. El disolvente que mejor funciona con esta resina es el alcohol metílico industrial o (IMA). : p.31 La goma laca se prepara disolviendo copos de goma laca en alcohol caliente. Las propiedades de la goma laca la hacen vulnerable a las condiciones climáticas y propensa a deteriorarse con el tiempo. Incluso se puede dañar la goma laca bajo un foco caliente de  fotografía.

##### Resina epoxi
Este tipo de resina se usa ampliamente después de la década de 1930 y es una indicación del trabajo de conservación moderno. Generalmente, el epoxi es muy duro pero, a diferencia de la goma laca, no es quebradizo. El color de la resina epoxi puede variar de amarillo/verde a amarillo oscuro/marrón. El amarillamiento de la resina es una indicación del envejecimiento. Se sabe que el agua tibia o caliente o la acetona son los disolventes de este adhesivo. : p.31 

##### Adhesivos de caucho
Los adhesivos de caucho son soluciones de productos de caucho sintético o natural en disolventes, con o sin resinas y gomas. Los vulcanizadores, aceleradores y estabilizadores se consideran problemáticos debido a la naturaleza de sus compuestos. Un ejemplo es el aditivo de azufre que es dañino para algunos tipos de materiales, incluida la plata, porque puede causar decoloración. : p.99 Los adhesivos de caucho se pueden confundir con las resinas epoxi debido a su apariencia similar. Sin embargo, a diferencia de las resinas epoxi, los adhesivos de goma se estiran cuando se tira de ellos. Las marcas de solventes Nitromors o Polystrippa se usan como solventes, pero el agua tibia también puede aflojar la unión. : p.32 

##### Polímeros de acetato de vinilo
Los polímeros de acetato de vinilo incluyen acetato de polivinilo, alcohol de polivinilo y acetal de polivinilo; todos provienen de productos de reacción del acetato de vinilo. Se sabe que algunas formas de acetatos son ácidas y dañarían un objeto con contacto directo. Además, las mezclas de acetato de polivinilo tienden a degradarse durante el almacenamiento liberando ácido acético, que en algunos casos puede corroer el plomo. La coloración de este compuesto varía de transparente/blanco a un amarillo suave. A medida que envejece, cambiará a un amarillo más intenso. Puede tener una apariencia similar a los adhesivos de caucho pero la diferencia es que el PVA se vuelve blanco cuando entra en contacto con el agua. El agua tibia y la acetona se usan típicamente como disolventes. : p.32 

##### Nitrato de celulosa
Hay formas recientes y modernas de este adhesivo. Si bien ambos tienden a teñirse de amarillo a medida que envejecen, la forma reciente tiende a volverse más frágil que la versión moderna, que contiene un plastificante para hacer que el compuesto sea más estable. Como con muchos adhesivos, la acetona se usa generalmente como disolvente, sin embargo, también se puede usar IMS. : p.32 

##### Paraloid B-72
B-72 es una resina termoplástica que fue creada por Rohm and Haas para su uso como recubrimiento de superficie y como vehículo para tinta flexográfica. Sin embargo, el B-72 ahora se usa más como un adhesivo específicamente para cerámica y vidrio. Una de las principales ventajas de B-72 como consolidante es que es más fuerte y más resistente que el acetato de polivinilo sin ser extremadamente frágil. Este adhesivo es más flexible que muchos de los otros adhesivos que se usan típicamente y tolera el estrés y la tensión en una unión que la mayoría de los demás no pueden. Un inconveniente importante de usar B-72 es la dificultad de aplicar la resina acrílica como adhesivo, así como la dificultad de manipular la sustancia como agente trabajable. El disolvente más adecuado para B-72 es la acetona.
A diferencia del nitrato de celulosa, B-72 no necesita aditivos como plastificantes para estabilizar su durabilidad. La sílice coloidal pirogénica es un reactivo químico que se puede agregar para ayudar con la plasticidad de la resina. Además, la investigación muestra que la sílice distribuirá mejor la tensión que se producen durante la evaporación del disolvente y durante el fraguado de la película adhesiva. : p.9 

### Varillas y remaches
Las varillas y los remaches son formas físicas en las que la cerámica se puede reforzar y fortalecer debajo de la superficie. Las varillas son cilíndricas de madera, metal o plástico. Se perforan en la pieza de cerámica y generalmente se colocan en el orificio con un adhesivo que se usa para reparar la pieza de cerámica. Quitar las varillas puede ser difícil porque se encuentran debajo de la superficie y, por lo general, están ocultos. Los restauradores cortarán las varillas con una sierra perforadora y suavizarán el área con un disolvente, como acetona, para separar dos piezas de cerámica. : p.40 
El remache es un proceso en el que se perforan agujeros en la superficie de la cerámica, pero no atraviesan completamente la pieza. Los remaches están inclinados hacia la junta y brindan soporte estructural adicional. : p.81 Hay dos métodos para quitar los remaches: el 'cortar' y el 'tirar'. El método de 'corte' consiste en cortar los remaches por la mitad con una lima y luego sacarlos. El método de 'tirar' implica colocar una hoja delgada debajo del remache y empujar hacia afuera cualquier empaque de yeso. Este método usa palanca para sacar el remache de la pieza de cerámica. : p.38 

### Rellenos
Los rellenos se utilizan para reponer huecos y pérdidas de los materiales cerámicos, ya sea por motivos estéticos o de soporte. Hay varios materiales de relleno diferentes que se utilizan en la cerámica, incluido la escayola y otras masillas y rellenos disponibles en el mercado.
La escayola es un material que se compone de sulfato de calcio semihidratado y se produce calentando yeso a 120 °C. La fórmula química es la siguiente: CaSO4 ·2H2O + Calor → CaSO4·½H2O + 1½ H2O (liberado como vapor). Cuando se mezcla con agua, ocurre una reacción exotérmica y forma un relleno blanco duro similar en densidad a la cerámica cocida. Hay diferentes grados de emplastes disponibles y varían según el tamaño de las partículas, el tiempo de fraguado, la densidad, la expansión y el color. : p.198 
Una mezcla de resina de cera sintética termoplástica desarrollada por John W Burke y Steve Colton en 1997 se puede utilizar para compensar las pérdidas en objetos de materiales translúcidos como alabastro, mármol, calcita, diorita y anhidrita. La mezcla consta de acetato de polivinilo (PVAC) AYAC, copolímeros de ácido etilen acrílico (EAA) AC 540 y 580, antioxidantes Irganox 1076 o 1035, pigmentos secos, polvo de mármol y otros aditivos que se fundieron juntos. Esta resina de cera es un mejor sustituto de las resinas de cera porque la cera acumula polvo y suciedad y hace que el relleno se note. La resina de poliéster y los epoxis son tóxicos y nocivos. La cera-resina es rápida y fácil de usar, lo que la convierte en una posible nueva alternativa para los materiales de relleno en el campo de la conservación. La cera-resina funciona mejor en pérdidas que permiten un gran contacto con el original, superficies impresas y en pérdidas de más de 1/16 de pulgada. Las pérdidas superficiales y los espacios pequeños son más difíciles debido a la facilidad con la que se extrae el relleno.

## Educación y prácticas
En Francia, los restauradores especializados en loza y cristalería reciben formación en el Institut National du Patrimoine (Instituto Nacional del Patrimonio Cultural). Su misión es intervenir cuando los recursos patrimoniales se ven amenazados o deteriorados por diversas razones. El restaurador evita que las obras de arte desaparezcan o pierdan su finalidad mientras analiza la compleja etapa de su historia material y la causa de su alteración.